# Jean-Baptiste Hiriart-Urruty
Pour les articles homonymes, voir Hiriart-Urruty, Hiriart et Urruty.
Jean-Baptiste Hiriart-Urruty, né à Hasparren, est un mathématicien français, professeur émérite à l'université Paul-Sabatier, membre de l'Académie des sciences, inscriptions et belles-lettres de Toulouse.

## Biographie
Jean-Baptiste Hiriart-Urruty étudie aux universités de Pau, Bordeaux et Clermont-Ferrand. Il commence sa carrière comme enseignant dans un lycée privé de Billère, puis dans un lycée public de Parentis-en-Born et enfin dans l’enseignement supérieur en 1973. Il obtient son doctorat d’État en 1977 à l’université de Clermont-Ferrand II avec une thèse intitulée Contributions à la programmation mathématique : cas déterministe et stochastique. Il est ensuite enseignant-chercheur à Lexington (Kentucky) puis professeur à l’université Paul-Sabatier de 1981 à 2015. Depuis 2015, il est professeur émérite de cette université.
Les domaines de recherche mathématique de Jean-Baptiste Hiriart-Urruty concernent principalement : l’analyse variationnelle (convexe, non lisse, appliquée) et l’optimisation (non lisse, non convexe, globale). Il s’intéresse aussi à l’histoire des mathématiques et des mathématiciens, la formation scientifique des jeunes et la diffusion et popularisation des mathématiques (notamment via l'Association Fermat Science).
Jean-Baptiste Hiriart-Urruty est l'auteur ou co-auteur de treize ouvrages d'enseignement ou de recherche, en français ou en anglais, entre 1988 et 2017. Son ouvrage avec Claude Lemaréchal, Convex Analysis and Minimization Algorithms (2 volumes, environ 800 pages, Springer-Verlag) est l’un des plus cités du domaine.
Au cours de sa carrière à l’université Paul-Sabatier, il a été élu aux conseils d'université, responsable des études doctorales en Mathématiques Appliquées, directeur du laboratoire d’Analyse Numérique et directeur du Département de Mathématiques. Il est à l’origine de la création des Prix Fermat (Prix Fermat de recherche en mathématiques et Prix Fermat Junior), décernés tous les deux ans depuis 1989.

## Distinctions
- Membre de l’Académie des sciences, inscriptions et belles-lettres de Toulouse (depuis 2004)[7]
- Commandeur de l’ordre des Palmes académiques (2013)[réf. nécessaire]

## Publications
- avec Claude Lemaréchal, Fundamentals of convex analysis. Grundlehren Text Editions Springer-Verlag (September 2001), 259 pages. Version abrégée des deux volumes Convex Analysis and Minimization Algorithms I and II (Grundlehren des mathematischen Wissenschaften Vol. 305 and 306, 1993, réédité en 1996)
- Les mathématiques du mieux faire. Vol. 1 : Premiers pas en optimisation. Collection Opuscules, Editions Ellipses (décembre 2007), 144 pages.
- Les mathématiques du mieux faire. Vol. 2 : La commande optimale pour les débutants, Collection Opuscules, Editions Ellipses (janvier 2008), 176 pages.
- Optimisation et analyse convexe (résumé de cours, exercices et problèmes corrigés), Collection Enseignement SUP Mathématiques, Editions EDP Sciences (mars 2009), 344 pages. Réédition d'un ouvrage de 1998 (publié dans une autre maison d'éditions).
- avec Dominique Azé et Guillaume Constans, Calcul différentiel et équations différentielles (exercices et problèmes corrigés), Collection Enseignement SUP Mathématiques, Editions EDP Sciences (février 2010), 224 pages. Réédition d'un ouvrage de 2002 (publié dans une autre maison d'éditions).
- avec Dominique Azé, Analyse variationnelle et optimisation (éléments de cours, exercices et problèmes corrigés), Editions Cepadues (2010), 332 pages.
- Bases, outils et principes pour l'analyse variationnelle, Collection « Mathématiques et Applications » de la SMAI, Éditions Springer (septembre 2012), 180 pages.
- Les équations différentielles pour les débutants, Éditions H&K, juin 2013, 160 pages.
- Mathematical tapas. Vol. 1 (for Undergraduates), Springer Undergraduate Mathematics Series, octobre 2016, 165 pages.
- Mathematical tapas. Vol. 2 (from Undergraduate to Graduate, L3-M1), Springer Undergraduate Mathematics Series, décembre 2017, 261 pages.
- Ah ça c’est bien dit ! 1001 proverbes du Pays basque, d’Occitanie, de Catalogne… et d'ailleurs, auto-édité, juin 2019, 164 pages.
- Humour en mathématiques. Blagues, bons mots et historiettes sur les mathématiques et ceux qui les pratiquent, auto-édité, mars 2020, 130 pages.
- Souvenirs de formation(s). Formez, formez..., il en restera toujours quelque chose, auto-édité, avril 2022, 300 pages.